# Starian Dwayne McCoy
Starian Dwayne McCoy (* 22. Juni 2001 in Houston, Texas) ist ein deutsch-US-amerikanischer Sänger. Er wurde durch seine Teilnahme an der 18. Staffel von Deutschland sucht den Superstar bekannt.

## Leben
Starian Dwayne McCoy ist der Sohn eines US-amerikanischen Vaters und einer italienischen Mutter. Er wuchs die ersten vier Jahre in den Vereinigten Staaten auf und zog dann mit seinen Eltern nach Uhingen in Deutschland. Nach dem Realschulabschluss machte er eine Ausbildung zum Schornsteinfeger, brach diese jedoch ab, um sich auf die Musik zu konzentrieren. Anschließend arbeitete er in mehreren Nebenjobs. Als Musiker war er bei Hochzeiten, Taufen und Schulauftritten tätig.
2021 nahm er an der 18. Staffel von DSDS teil und belegte den vierten Platz.
Seine erste Single Hold Me (erschienen auf Electrola) erreichte am 9. April 2021 Platz 70 der deutschen Single-Charts.

## Diskografie

### Singles
| Jahr | Titel Album | Höchstplatzierung, Gesamtwochen, AuszeichnungChartplatzierungen (Jahr, Titel, Album, Platzierungen, Wochen, Auszeichnungen, Anmerkungen) | Höchstplatzierung, Gesamtwochen, AuszeichnungChartplatzierungen (Jahr, Titel, Album, Platzierungen, Wochen, Auszeichnungen, Anmerkungen) | Höchstplatzierung, Gesamtwochen, AuszeichnungChartplatzierungen (Jahr, Titel, Album, Platzierungen, Wochen, Auszeichnungen, Anmerkungen) | Anmerkungen                         |
| Jahr | Titel Album | DE | AT | CH | Anmerkungen                         |
| ---- | ----------- | --- | --- | --- | ----------------------------------- |
| 2021 | Hold Me –   | DE70 (1 Wo.)DE | AT62 (1 Wo.)AT | CH37 (1 Wo.)CH | Erstveröffentlichung: 2. April 2021 |

### Weitere Singles
- 2020: Du bist das Licht
- 2020: BPM
- 2020: Blacklist

Quelle: